# Ауронцо (Белуно)
Ауронцо (итал. Auronzo) је насеље у Италији у округу Белуно, региону Венето.
Према процени из 2011. у насељу је живело 3347 становника. Насеље се налази на надморској висини од 887 м.